# Ugljevik (kommun)
Ugljevik är en kommun i Bosnien och Hercegovina.   Den ligger i entiteten Republika Srpska, i den nordöstra delen av landet, 110 km nordost om huvudstaden Sarajevo.
Följande samhällen finns i kommunen:
- Ugljevik
- Zabrđe
- Donja Trnova